# Beth Ehlers
Beth Ehlers (Queens, 23 luglio 1968) è un'attrice statunitense.

## Carriera
È famosa (anche in Italia) soprattutto per l'interpretazione di Harley Cooper nella celebre  soap opera statunitense Sentieri, ruolo lasciato nel 2008 per entrare nel cast de La valle dei pini, assieme al collega Ricky Paull Goldin, che in Sentieri interpretava Gus Aitoro.
In precedenza, aveva avuto dei ruoli in alcuni film per la TV.
Ha ottenuto quattro candidature al Premio Emmy.

## Vita privata
Si è sposata due volte ed ha avuto una relazione con il collega Mark Derwin, che in Sentieri interpretava il marito A.C. Mallet.

## Filmografia parziale
- Miriam si sveglia a mezzanotte (The Hunger), regia di Tony Scott (1983)

## Doppiatrice italiana
In Sentieri, Beth Ehlers era doppiata da Veronica Pivetti.